# Paris-Roubaix 1934
La 35e édition de la course cycliste Paris-Roubaix a eu lieu le 1er avril 1934 et a été remportée pour la deuxième fois par le Belge Gaston Rebry.

## Récit de la course
La course est initialement remportée par le Français Roger Lapébie. Cependant il est disqualifié quelques minutes après l'arrivée pour avoir changé de vélo en empruntant celui d'un spectateur, ce qui est alors interdit par le règlement,,,.

## Classement final
|    | Cycliste          | Équipe                    | Temps           |
| -- | ----------------- | ------------------------- | --------------- |
| 1  | Gaston Rebry      | Alcyon-Dunlop             | 7 h 52 min 07 s |
| 2  | Jean Wauters      | Thomann                   | + 5 s           |
| 3  | Frans Bonduel     | Dilecta                   | + 3 min 32 s    |
| 4  | René Le Grevès    | Armor-Dunlop              | + 4 min 21 s    |
| 5  | André Godinat     | Dilecta                   | + 4 min 21 s    |
| 6  | Alfons Schepers   | La Française              | + 8 min 02 s    |
| 7  | Romain Maes       | Labor-Dunlop              | + 8 min 02 s    |
| 8  | Louis Hardiquest  | La Française              | + 8 min 02 s    |
| 9  | Raymond Louviot   | Genial Lucifer-Hutchinson | + 8 min 13 s    |
| 10 | Alfred Hamerlinck | Dilecta                   | + 8 min 30 s    |